# 幸せのレシピ
『幸せのレシピ』（しあわせのレシピ、原題: No Reservations）は、2007年のアメリカ映画。スコット・ヒックス監督作品。2001年のドイツ映画『マーサの幸せレシピ』のリメイク作品である。

## ストーリー
マンハッタンのレストランで料理長を務めるケイト・アームストロングは完璧主義者で、ファンが付くほど料理の腕が立つ。しかし他人とのコミュニケーションに難があり、オーナーの命令でセラピーにも通わされているが、本人に自覚はなかった。
ある日、ケイトに会うため車で移動していた姉クリスティーンと姪ゾーイが事故にあってしまう。連絡を受けて職場から病院へ駆けつけるケイトだが、既に姉は亡くなっていた。幸いにもゾーイは無事だったが、クリスティーンはシングルマザーで彼女の元夫とも連絡が取れない。ケイトは姉から以前貰った手紙のこともあり、ゾーイと一緒に暮らすことを決める。
オーナーに1週間の休暇を命じられたケイトだが、店が気になって訪れてみると、産休に入る副料理長の後任としてニックことニコラス・パーマーが雇われていた。彼はケイトとは正反対のタイプながら腕は良く、他のレストランからも誘われていたが、ケイトと一緒に働くために断ったという。既に厨房に馴染んでいるニックをケイトは敵視するものの、渋々ながら彼のことを受け入れる。
一方で、ケイトは自分が作った料理を食べないゾーイとの付き合い方に悩んでいた。仕事復帰に際してベビーシッターを雇ってみるがそれも上手くいかず、仕方なくゾーイを連れて出勤する。ゾーイが食事を取らないことを聞いたニックは、厨房の隅にいるゾーイの横で自作のまかないパスタを食べてみせる。ニックがパスタをゾーイに預けて厨房に戻ると、彼女はパスタをがっつくように食べ始めていた。
厨房の手伝いをするようになったゾーイはニックと仲良くなり、レストランの休業日に彼と料理を作ることをケイトにお願いする。ゾーイとの一件からニックへの態度が軟化していたケイトは、彼を自宅へ招き、3人で楽しい時間を過ごす。
ある日、ゾーイを学校まで送ったケイトは校長先生に呼び止められ、ゾーイが厨房を夜遅くまで手伝っているため授業中に寝ていること、このままでは一緒に暮らせなくなることを知らされる。ケイトがそのことをゾーイに告げると、ゾーイは自分が拒絶されたと感じ塞ぎこんでしまう。ケイトは休暇を取ってゾーイと共に過ごすことを決め、恋仲となったニックも加わって幸せな日々を送っていた。
しかし休暇を終えたケイトが店に戻ると、ニックを料理長にしたいオーナーの思惑が明らかとなる。ケイトはニックにきつく当たり、彼は店を去ってしまう。ある夜、家に来ないニックのことをゾーイから問い質されたケイトは、ニックと喧嘩別れしたと答える。するとその翌朝、ゾーイの姿がどこにも見当たらなくなっている。ケイトはニックと2人で探し回り、クリスティーンの墓前でゾーイを発見する。ニックの車で自宅まで送ってもらったケイトは彼に謝罪するが、サンフランシスコの新しいレストランで総料理長になることを知らされ、彼を祝福して見送る。
夜、レストランのお得意様である客からステーキの焼き加減について酷いクレームを受けたケイトだが、オーナーに従って文句を言わずに対応する。しかし、再び同じクレームを受けるとその客の目の前に生肉を叩き付け、その場で店を辞めてしまう。
ケイトは自分の気持ちに素直になり、ニックを引き止めに彼の自宅を訪れる。
狭い厨房の中、背中合わせで料理をするケイトとニックの所に、ゾーイが料理を受け取りに来る。レストランの看板には「ケイト、ニック、ゾーイのビストロ」と書かれていた。

## キャスト
| 役名                     | 俳優                         | 日本語吹替 |
| ------------------------ | ---------------------------- | ---------- |
| ケイト・アームストロング | キャサリン・ゼタ＝ジョーンズ | 深見梨加   |
| ニック・パーマー         | アーロン・エッカート         | 津田健次郎 |
| ゾーイ                   | アビゲイル・ブレスリン       | 宇山玲加   |
| ポーラ                   | パトリシア・クラークソン     | 大西多摩恵 |
| セラピスト               | ボブ・バラバン               | 山野史人   |
| クリスティーン           | アリヤ・バレイキス           | 高島雅羅   |
| シャーロット             | ゾーイ・クラヴィッツ         |            |

- その他の日本語吹替：野々村のん／落合るみ／清水明彦／藤生聖子／北川勝博／佐々木睦／渡辺英雄／ふくまつ進紗／志村知幸／竹村叔子／梯篤司／岡林史泰／高橋研二／瑚海みどり／朝倉栄介／赤池裕美子／藤井啓輔／川名真知子
- 日本語版制作スタッフ 演出：木村絵理子、翻訳：杉田朋子、調整：大浦伸浩、録音：オムニバス・ジャパン、制作：東北新社